# Granatnik
Granatnik – indywidualna lub zespołowa broń strzelecka przystosowana do miotania granatów lub pocisków rakietowych.

## Charakterystyka
Granatnik jest bronią przystosowaną do miotania pocisków w formie granatów, co w ujęciu wojskowym utożsamiane jest najczęściej z pociskami wybuchowymi przeznaczonymi do rażenia celów powierzchniowych. Nie jest to jednak regułą a pociski granatnika mogą być również wykorzystywane do innych celów, jak np. stawianie zasłon dymnych czy obezwładniania gazem łzawiącym. Najpowszechniej stosowanymi nabojami granatnikowymi są 40 mm granaty miotane na odległość od kilkudziesięciu do kilkuset metrów (rzadko na większe odległości). Współcześnie do napędu pocisków granatnikowych wykorzystuje się dwukomorowe układy miotające pozwalające uprościć konstrukcję granatnika i obniżyć jego masę. Granatnik może być bronią jednostrzałową, lub posiadać układ zasilający wykorzystujący magazynki, taśmy nabojowe lub bęben rewolwerowy.
Najlżejszymi rodzajami tego typu broni są granatniki indywidualne: nasadkowe i podwieszane – montowane bezpośrednio na karabinach (np. Viven-Bessières, Pallad), jak również przybierające formę broni samodzielnej (np. M79). Granatniki występują również jako cięższa broń zespołowa, wymagająca umieszczenia na lekkiej podstawie (np. wz. 36, AGS-17).
Specyficznym rodzajem są granatniki przeciwpancerne, przeznaczone do zwalczania pojazdów opancerzonych oraz burzenia umocnień polowych. Najczęściej zasilane niekierowanymi pociskami rakietowymi lub mające formę broni bezodrzutowej (np. RPG-7, Panzerfaust).

## Podział
Ze względu na konstrukcję lub specjalne przeznaczenie wyróżnia się granatniki:
- samodzielne
- nasadkowe
- podwieszane
- rewolwerowe
- przeciwpancerne
  - bezodrzutowe
  - rakietowe
  - rakietowo – bezodrzutowe

Pod względem stopnia zautomatyzowania konstrukcji wyróżnia się granatniki:
- nieautomatyczne (najczęściej jednostrzałowe)
- półautomatyczne
- automatyczne

## Historia

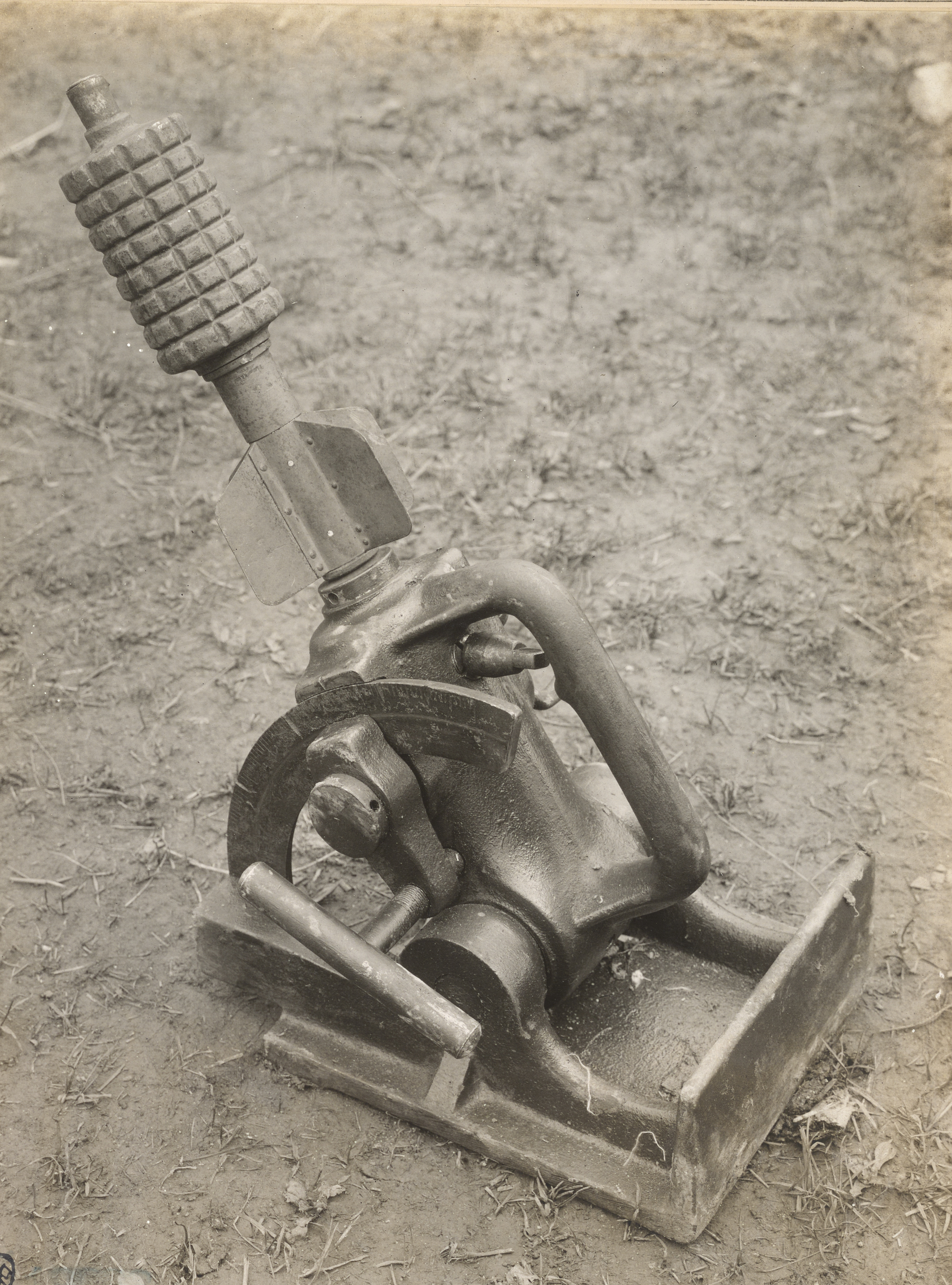
Granatenwerfer 16 z okresu I wojny światowej

Granatniki pierwszy raz zostały wprowadzone na uzbrojenie w czasie I wojny światowej. Ich przeznaczeniem było miotanie granatów w strefie walki leżącej między zasięgiem rzutu granatem ręcznym a minimalnym zasięgiem działania moździerza. Niektóre z ich wczesnych rodzajów miały budowę analogiczną jak moździerze (np. Granatenwerfer 16), z tego powodu różnica między nimi była często płynna i niejednoznaczna (granatnikiem w takim wypadku określano zazwyczaj broń lżejszą i o mniejszym zasięgu niż moździerz). W tym okresie popularnie wykorzystywano również granatniki nasadkowe, umożliwiające wystrzeliwanie granatów bezpośrednio z karabinów.
W trakcie II wojny światowej wraz z gwałtownym rozwojem broni pancernej, pojawiły się granatniki przeciwpancerne umożliwiające zwalczanie ciężko opancerzonych pojazdów odpornych na wykorzystywane dotychczas karabiny przeciwpancerne.
W okresie powojennym granatniki nasadkowe zostały zmarginalizowane przez praktyczniejsze granatniki podwieszane nie kolidujące z możliwością prowadzenia ognia z karabinu. Wraz z rozwojem tej klasy broni pojawiły się również granatniki wyposażone w magazynki lub bębny rewolwerowe oraz zdolne do prowadzenia ognia ciągłego granatniki automatyczne. 